# St. Mauritius (Ruswil)

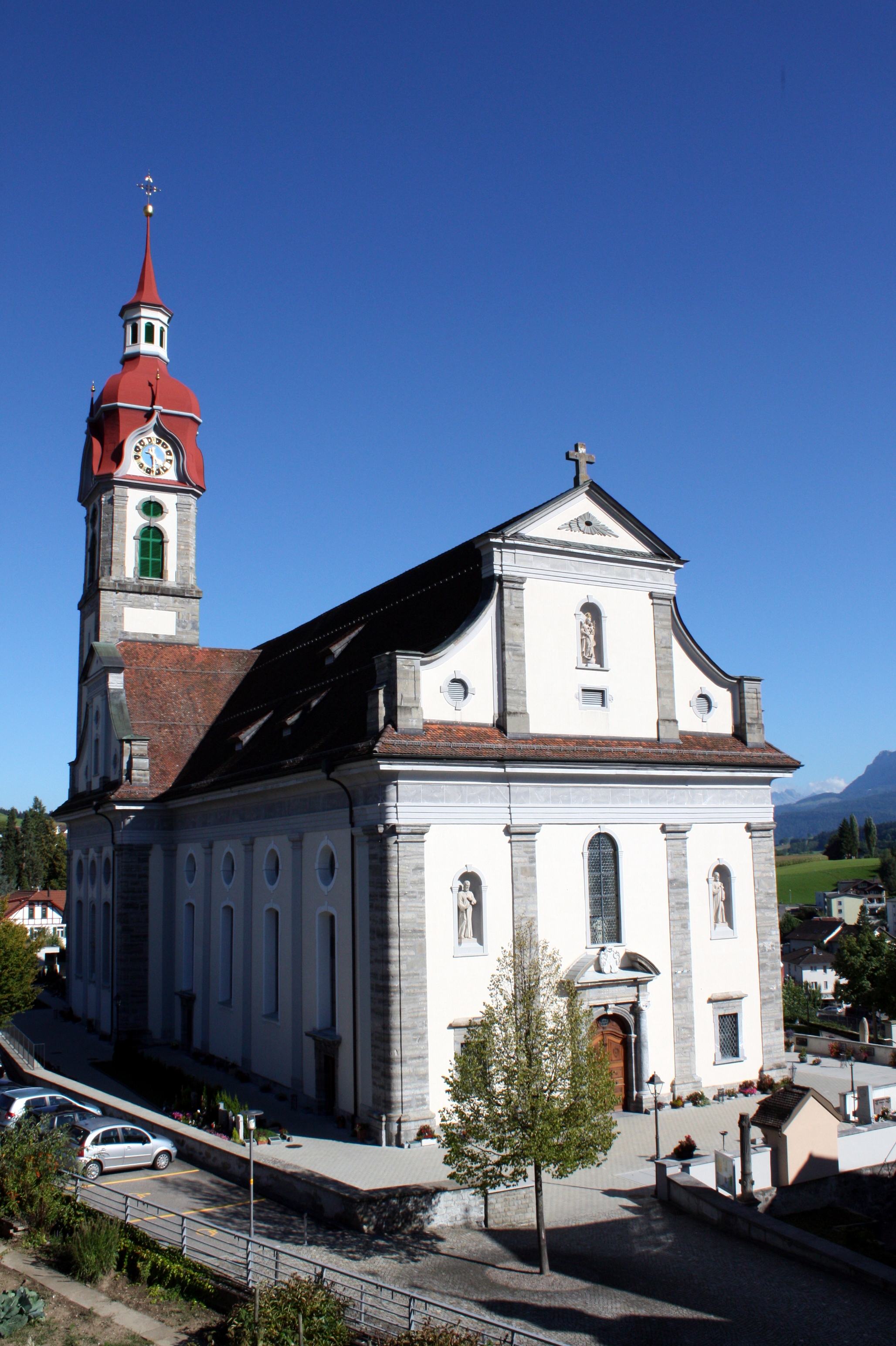
Aussenansicht

Die Pfarrkirche St. Mauritius in Ruswil ist ein spätbarockes Kirchengebäude im Kanton Luzern. Sie zählt zu den grössten und kunstgeschichtlich wertvollsten Sakralbauten des Kantons.

## Geschichte
Eine Kirche ist in Ruswil seit dem Jahr 1000 nachgewiesen. Das heutige Kirchengebäude wurde in den Jahren 1782–1793 errichtet. Der Bau von Schiff und Chor wurde dem Baumeister Niklaus Purtschert übertragen, während mit dem Bau des Kirchturms der aus dem Tirol stammende Architekt Jakob Singer beauftragt wurde.

## Aussenbau
Die Kirche erhebt sich mit ihren für eine Landkirche beträchtlichen Massen (55 × 26 Meter) als mächtiges Monument über dem Dorf Ruswil. Die schlichten Fassaden sind durch Sandsteinpilaster gegliedert. Wie die Hauptfassade sind auch die Querhausfassaden dreiachsig gestaltet. Weithin sichtbar ist der mit einer spätbarocken Haube bekrönte Turm.

## Innenraum

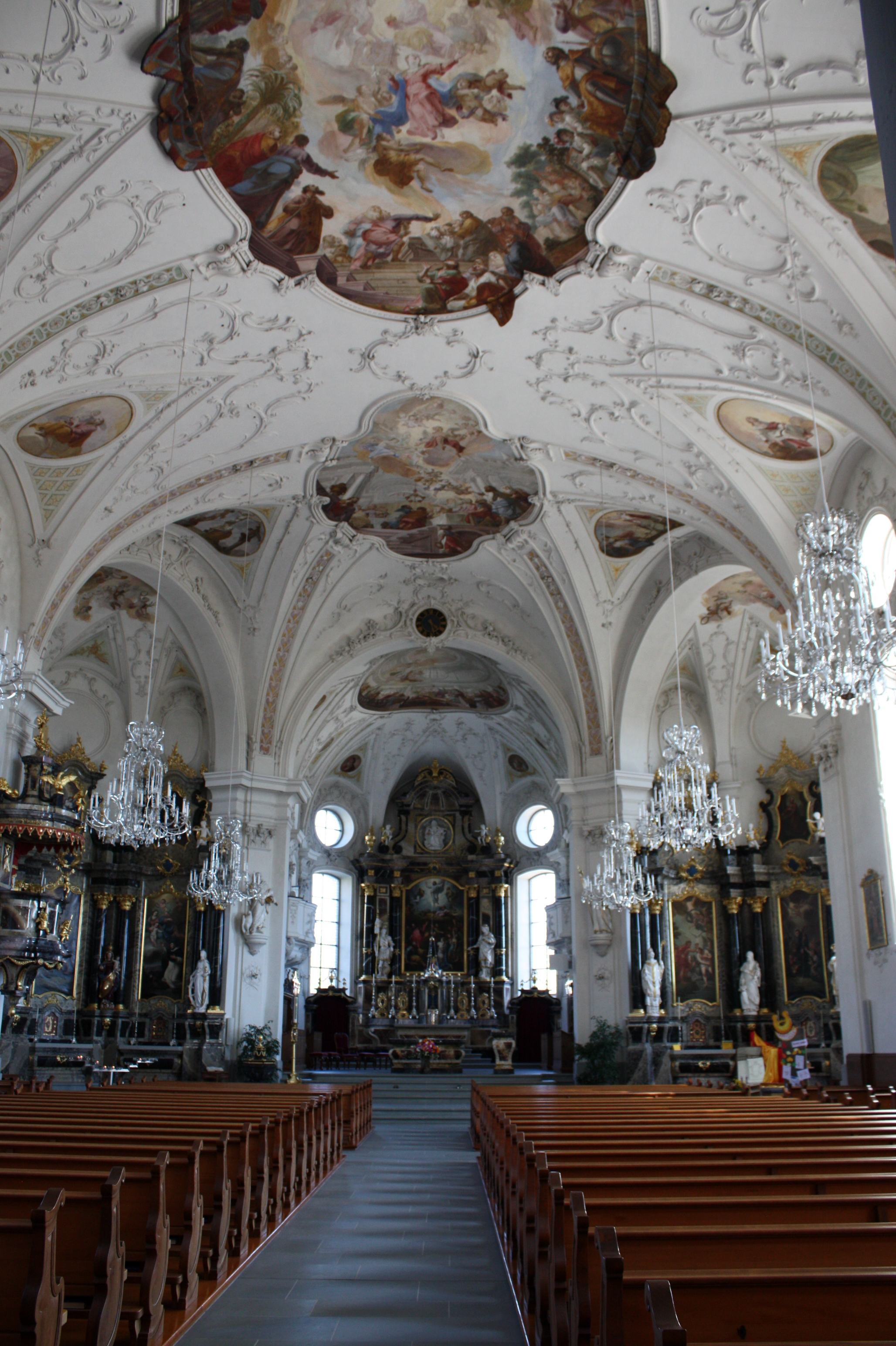
Innenraum

Die einschiffige Saalkirche wird durch ein Tonnengewölbe von beträchtlicher Spannweite überspannt, das durch Stichkappen gegliedert wird. Die Decke ist mit Rokoko-Stuckaturen und Fresken von Josef Anton Messmer versehen. Bemerkenswert ist die schwungvoll gestaltete zweigeschossige Empore, die auf ionischen Säulen ruht. 
Auf der oberen Empore befindet sich seit 1786 eine Orgel. Der Taufstein, die Kanzel und die fünf Altäre sind in demselben Stil gestaltet, obschon sie von verschiedenen Künstlern stammen. Der schwarze Stuckmarmor setzt kontrastierende Akzente im lichtdurchfluteten Innenraum. Je zwei Seitenaltäre befinden sich in den halbrunden apsidenartigen Verbreiterungen des Schiffs im Querhaus. Beim Gemälde des mächtigen Hochaltars im Chor handelt es sich um eine freie Kopie der Verklärung Christi von Raffael.

## Orgel
Die heutige Orgel wurde 1993 von dem Orgelbauer Goll (Luzern) erbaut, unter Wiederverwendung einzelner Register aus Vorgängerinstrumenten. Das Schleifladen-Instrument hat 47 Register auf drei Manualwerken und Pedal.
| I Rückpositiv C–g3 |                 |       |
| 1.                 | Salicional      | 8′    |
| 2.                 | Gedackt         | 8′    |
| 3.                 | Principal       | 4′    |
| 4.                 | Rohrflöte       | 4′    |
| 5.                 | Doublette       | 2′    |
| 6.                 | Larigot         | 1 ⁄3′ |
| 7.                 | Scharf IV       | 1′    |
| 8.                 | Sesquialtera II |       |
| 9.                 | Krummhorn       | 8′    |
|                    | Tremulant       |       |

| II Hauptwerk C–g3 |            |       |     |
| 10.               | Bourdon    | 16′   | (H) |
| 11.               | Principal  | 8′    |     |
| 12.               | Hohlflöte  | 8′    |     |
| 13.               | Spitzgamba | 8′    |     |
| 14.               | Octave     | 4′    |     |
| 15.               | Flöte      | 4′    |     |
| 16.               | Quinte     | 2 ⁄3′ |     |
| 17.               | Octave     | 2′    |     |
| 18.               | Mixtur V   | 1 ⁄3′ |     |
| 19.               | Cimbel III | 1′    |     |
| 20.               | Cornett V  | 8′    |     |
| 21.               | Fagott     | 16′   |     |
| 22.               | Trompete   | 8′    |     |

| III Schwellwerk C–g3 |                      |        |     |
| 23.                  | Bourdon              | 16′    |     |
| 24.                  | Flûte harmonique     | 8′     |     |
| 25.                  | Bourdon              | 8′     |     |
| 26.                  | Gambe                | 8′     |     |
| 27.                  | Voix céleste         | 8′     |     |
| 28.                  | Prestant             | 4′     |     |
| 29.                  | Flûte octaviante     | 4′     |     |
| 30.                  | Nasard               | 2 ⁄3′  |     |
| 31.                  | Flûte                | 2′     |     |
| 32.                  | Tierce               | 1 3⁄5′ |     |
| 33.                  | Plein jeu V          | 2′     |     |
| 34.                  | Trompette harmonique | 8′     |     |
| 35.                  | Oboe                 | 8′     | (H) |
| 36.                  | Voix humaine         | 8′     |     |
| 37.                  | Clairon              | 4′     |     |
|                      | Tremulant            |        |     |

| Pedalwerk C–f1 |            |       |     |
| 38.            | Untersatz  | 32′   |     |
| 39.            | Principal  | 16′   | (H) |
| 40.            | Violonbass | 16′   | (H) |
| 41.            | Subbass    | 16′   |     |
| 42.            | Octavbass  | 8′    |     |
| 43.            | Bourdon    | 8′    |     |
| 44.            | Octave     | 4′    |     |
| 45.            | Mixtur IV  | 2 ⁄3′ |     |
| 46.            | Bombarde   | 16′   | (H) |
| 47.            | Trompete   | 8′    |     |

- Koppeln: I/II, III/II, I/P, II/P, III/P
- Anmerkung

(H) = Register ganz oder teilweise aus der Vorgängerorgel

## Kirchliche Bauten
Neben der Kirche befindet sich der Friedhof und eine Totenkapelle von 1843, die in ihrer äusseren Gestalt reformierte Querkirchen zitiert.  
Der frühbarocke Pfarrhof wurde 1635–1655 errichtet und zählt zu den prachtvollsten Pfarrhöfen der Schweiz. Bemerkenswert sind die in den Bau integrierte Dreikönigskapelle, sowie der getäfelte Kapitelsaal, der Steinsaal und das Jagdzimmer. Im Pfarrhof wird auch der Kirchenschatz verwahrt.